# کلو (بستان‌آباد)
کلو یکی از روستاهای استان آذربایجان شرقی است که در دهستان مهران‌رود مرکزی بخش مرکزی شهرستان بستان‌آباد واقع شده‌است.این روستا ۷۳ نفر جمعیت دارد.
از افراد قدیمی و اهل این روستا میتوان به قائمی،معین،بدری،علومی،قدیمی،عبدی و... اشاره کرد